# Chambre de commerce et d'industrie de Fécamp - Bolbec
La chambre de commerce et d’industrie de Fécamp-Bolbec est une CCI dont la circonscription regroupe à partir de 2008, une partie du département de la Seine-Maritime. Elle se partage entre le site de Bolbec et celui de Fécamp. Elle a été dissoute le 1er janvier 2016 par le décret 2015-1642 du 11 décembre 2015 portant création de la chambre de commerce et d’industrie territoriale Seine Estuaire qui regroupe les circonscriptions des CCI territoriales du Havre, de Fécamp-Bolbec et du pays d'Auge.
Elle fait partie de la chambre régionale de commerce et d'industrie Haute-Normandie jusqu'à la création de la chambre de commerce et d'industrie de région Normandie le 1er janvier 2016.

## Missions
À ce titre, elle est un organisme chargé de représenter les intérêts des entreprises commerciales, industrielles et de sa circonscription et de leur apporter certains services. C'est un établissement public qui gère en outre des équipements au profit de ces entreprises.
Comme toutes les CCI, elle est placée sous la tutelle du préfet du département représentant le ministère chargé de l'industrie et le ministère chargé des PME, du Commerce et de l'Artisanat.

### Service aux entreprises
- Centre de formalités des entreprises
- Assistance technique au commerce
- Assistance technique à l'industrie
- Assistance technique aux entreprises de service
- Point A (apprentissage)

### Gestion d'équipements
- Port de Fécamp

### Centres de formation
Les centres de formation sont gérés en commun avec la CCI du Havre : 
- Centre d’Étude des Langues (CEL);
- École du Commerce et de la Distribution (ECD);
- Institut Consulaire de Formation (ICF);
- École de navigation.

## Historique
- 7 mai 2007 : un décret ministériel rend possible la création de cette chambre regroupant les circonscriptions de la chambre de commerce et d'industrie de Fécamp et de la chambre de commerce et d'industrie de Bolbec - Lillebonne.
- 1er janvier 2008 : début officiel de la nouvelle chambre.

## Pour approfondir